# Estácio de Sá
Estácio de Sá (Santarém, 1520 – Rio de Janeiro, 20 février 1567) est un militaire et conquistador portugais, fondateur de la ville de Rio de Janeiro et premier gouverneur-général de la Capitainerie de Rio de Janeiro, connu principalement pour avoir expulsé les colons français de la France antarctique.
Il était le fils de Gonçalo Correia et sa première épouse, Filipa de Sá. Ses frères étaient Salvador Correia de Sá (qui fut également gouverneur de Rio de Janeiro) et Francisco da Sá. Estácio da Sá était le neveu de Mem de Sá, et arriva à Salvador de Bahia en 1563, avec pour ordre d'expulser les Français qui vivaient toujours dans la colonie de la France antarctique située sur la baie de Guanabara et de fonder en ce lieu une ville.
En raison de difficultés au début de la colonisation, ce n'est qu'en 1565, avec des renforts venus de la Capitainerie de São Vicente et avec l'appui des Jésuites, qu'il réussit à rassembler une force d'attaque lui permettant de remplir sa mission.
Le 1er mars 1565, il fonda la ville de São Sebastião do Rio de Janeiro, sur un terrain plat entre le morro Cara de Cão et le mont du Pain de Sucre.
Il combattit les Français et leurs alliés indigènes pendant deux ans. Le 20 janvier 1567, avec l'arrivée d'une escadre commandée par Cristóvão de Barros et de renforts indigènes commandés par son oncle Mem de Sá (les indigènes avaient été mobilisés par les jésuites José de Anchieta et Manuel da Nóbrega), débutèrent les combats de Uruçu-mirim (actuellement, plage du Flamengo) et Paranapuã (actuelle Ilha do Governador).
Gravement touché par une flèche qui lui creva un œil le 20 janvier, il mourut le 20 février des suites de ses blessures.